# شکوتووو
شکوتووو (به لهستانی:  Szkotowo) یک روستا در لهستان است که در گمینا کوزوووو واقع شده‌است. شکوتووو ۵۴۰ نفر جمعیت دارد.